# アルトゥラス (カリフォルニア州)
アルトゥラス（英: Alturas）は、アメリカ合衆国カリフォルニア州の北部モドック郡の都市であり同郡の郡庁所在地である。モドック郡の中心の東部、ピット川沿いにあり、標高は4,370フィート (1,332 m) である。郡庁所在地としてカリフォルニア・ハイウェイパトロールやカリフォルニア州自動車部などの地域事務所が市内にある。ユニオン・パシフィック鉄道のモドック支線とオレゴン州レイク郡のレイク郡鉄道が地域を通っている。2010年国勢調査では人口2,892人だった。

## 歴史
アルトゥラスとなった地域は当初コセアレクテ（Kosealekte）あるいはカサレクタウィ（Kasalektawi）と呼ばれるアチュマウィ族インディアンの集落があった。アルトゥラスは当初、この地でピット川に橋を建設したプレスリー・ドリスとジェイムズ・ドリスにちなんでドリスブリッジあるいはドリスズブリッジと呼ばれていた。
ドリスブリッジ郵便局が1871年に開局し renamed Dorrisville in 1874,、1876年にアルトゥラスと改名された。この言葉はスペイン語で「高さ」を意味している。1880年の国勢調査では人口148人だった。しかしその後の数十年間に入植が続き1901年9月16日には市制を布くことになり、郡内では唯一の法人化都市となった。1874年にモドック郡が設立されたとき、アルトゥラスはその中心に位置していたので、他にもアディンやシーダービルのように大きな町があったものの、アルトゥラスが郡庁所在地に選ばれた。

## 地理
アルトゥラスは北緯41度29分14秒 西経120度32分33秒 / 北緯41.48722度 西経120.54250度に位置している。アメリカ合衆国国勢調査局に拠れば、市域全面積は2.2平方マイル (5.7 km2)であり、すべて陸地である。カリフォルニア州の東北隅にあるサウスフォーク・バレーの北端、ピット川の北支流が南支流と合流する点に近く、北支流に跨っている。標高の高いワーナー山脈が東にあり、南のサウスフォーク・バレーには湿原やマコモの原がある。北には広大なモドック高原が広がっている。

## 気候
アルトゥラスは寒く雨の多い冬と暖かく乾燥した夏を経験する。1月の平均最高気温は41.6 °F (5.3 ℃) 、最低気温は16.5 °F (−8.6 ℃) である。7月の平均最高気温は88.2 °F (31.2 ℃)、最低気温は44.3 °F (6.8 ℃) である。年間平均で90 °F (32 ℃) を上回る日は36.2日、32 °F (0 ℃) を下回る日は203.8日ある。過去最高気温は2007年7月8日の108 °F (42 ℃)、最低気温は1972年12月9日の−34 °F (−37 ℃) である。
年間平均降水量は12.43インチ (316 mm) であり、計測可能な降水日は平均して年間78日ある。最も雨が多かった年は1998年で20.89インチ (531 mm)、雨が少なかった年は1976年で6.54インチ (166 mm) だった。1ヶ月間の降水量が最も多かったのは1962年10月の6.17インチ (158 mm)、24時間雨量で最も多かったのは1937年12月11日の3.51インチ (89 mm) だった。年間平均降雪量は30.9インチ (78 cm) である。最も降雪が多かったのは1952年の85.5インチ (217 cm) だった。
| アルトゥラスの気候                  | アルトゥラスの気候 | アルトゥラスの気候 | アルトゥラスの気候 | アルトゥラスの気候 | アルトゥラスの気候 | アルトゥラスの気候 | アルトゥラスの気候 | アルトゥラスの気候 | アルトゥラスの気候 | アルトゥラスの気候 | アルトゥラスの気候 | アルトゥラスの気候 | アルトゥラスの気候 |
| 月                                  | 1月                | 2月                | 3月                | 4月                | 5月                | 6月                | 7月                | 8月                | 9月                | 10月               | 11月               | 12月               | 年                 |
| ----------------------------------- | ------------------ | ------------------ | ------------------ | ------------------ | ------------------ | ------------------ | ------------------ | ------------------ | ------------------ | ------------------ | ------------------ | ------------------ | ------------------ |
| 平均最高気温 °C （°F）              | 6 (43)             | 8 (47)             | 12 (53)            | 16 (60)            | 21 (69)            | 26 (79)            | 31 (88)            | 31 (88)            | 27 (80)            | 19 (67)            | 11 (51)            | 6 (43)             | 18 (64)            |
| 平均最低気温 °C （°F）              | −8 (18)            | −6 (21)            | −4 (25)            | −2 (28)            | 1 (34)             | 4 (40)             | 7 (44)             | 6 (42)             | 2 (36)             | −2 (28)            | −5 (23)            | −8 (18)            | −1.2 (29.8)        |
| 降水量 mm （inch）                  | 33.5 (1.32)        | 32.5 (1.28)        | 39.4 (1.55)        | 28.2 (1.11)        | 33.5 (1.32)        | 20.1 (.79)         | 7.6 (.30)          | 9.4 (.37)          | 16.8 (0.66)        | 18.5 (0.73)        | 37.3 (1.47)        | 31.2 (1.23)        | 308.1 (12.13)      |
| 出典：The Weather Channel 2010年8月 |                    |                    |                    |                    |                    |                    |                    |                    |                    |                    |                    |                    |                    |

## 人口動態
以下は2005年の人口推計データである。
| 基礎データ - 人口: 2,892人 - 世帯数: 1,181世帯 - 家族数: 753家族 - 人口密度: 507.5人/km2（1,316.3人/mi2） - 住居数: 1,367軒 - 住居密度: 239.9軒/km2（622.2軒/mi2） 人種別人口構成 - 白人: 85.9% - アフリカン・アメリカン: 0.3% - ネイティブ・アメリカン: 4.4% - アジア人: 0.7% - 太平洋諸島系: 0.1% - その他の人種: 4.8% - 混血: 3.7% - ヒスパニック・ラテン系: 11.9% 年齢別人口構成 - 18歳未満: 28.7% - 18-24歳: 6.6% - 25-44歳: 24.9% - 45-64歳: 22.9% - 65歳以上: 16.9% - 年齢の中央値: 38歳 - 性比（女性100人あたり男性の人口） - 総人口: 90.5 - 18歳以上: 85.3 | 世帯と家族（対世帯数） - 18歳未満の子供がいる: 35.3% - 結婚・同居している夫婦: 45.6% - 未婚・離婚・死別女性が世帯主: 14.1% - 非家族世帯: 36.2% - 単身世帯: 32.5% - 65歳以上の老人1人暮らし: 14.5% - 平均構成人数 - 世帯: 2.38人 - 家族: 3.00人 収入と家計 - 収入の中央値 - 世帯: 24,351米ドル - 家族: 31,385米ドル - 性別 - 男性: 36,500米ドル - 女性: 21,750米ドル - 人口1人あたり収入: 19,281米ドル - 貧困線以下 - 対人口: 27.1% - 対家族数: 23.0% - 18歳未満: 38.3% - 65歳以上: 7.9% |

## 政治
カリフォルニア州議会では、上院の第1および下院の第2選挙区に属している。連邦議会下院ではカリフォルニア州第4選挙区に属し、クック投票動向指数では共和党+11となっている。2010年時点ですべて共和党議員が務めている。

## 経済
市内にはモドック国立の森の本部、アメリカ合衆国土地管理局のアルトゥラス現地事務所、モドック国立野生生物保護区などのレクリエーション地域があり、また牛肉、羊肉、ジャガイモ、アルファルファおよび木材を生産する農業地域にとっては交易の中心である。原生地域が豊富にあり、狩猟、釣り資源が豊かでレクリエーションの機会にも恵まれており、華麗な自然美もあるが、アルトゥラスは都会から離れているために観光は地元経済の重要部にまではなっていない。
アルトゥラスの主要雇用主は地方、州、連邦政府およびインディアン部族の統治機関である。活発だった製材業は製造費が嵩み軟木材料に対する市場価格が下がったために、1980年代初期に衰退した。
モドック合同統一教育学区が市内に本部を置いている。公立学校は幼稚園1園、小学校1校、中学校1校、高校1校があるほかオルタナティブ教育を行う高校2校と小学校1校がある。
ピット川インディアンのバンドであるアルトゥラス・ランチェリアが市域の直ぐ外で小さなカジノを経営している。市とモドック郡は地元の独立系テレビ局KDMCを所有している。

## 著名な住人と出身者
- ケイト・クリステンセン、WNBA女子バスケットボール選手
- アーネスト・S・ブラウン、ネバダ州選出のアメリカ合衆国上院議員